# 瑪麗·霍爾
瑪麗·波琳·霍爾（Marie Pauline Hall）是一位英國小提琴家。

## 生平
1902年11月，霍爾於布拉格首次演出， 1903年1月在維也納演出，並於1903年2月16日在倫敦聖詹姆斯音樂廳與亨利·伍德一起首次演出。節目包括帕格尼尼第一協奏曲、柴可夫斯基協奏曲以及亨利克·維尼亞夫斯基基於《浮士德》主題的《幻想曲輝煌》。她在這些地方都取得了成功。1904年，她進行了國際巡演，在德國、加拿大、美國和澳大利亞演出，其中包括在斐濟的一個大帳篷裡用一架調音很差的鋼琴舉行的一場即興音樂會。
1910年，她到南非巡迴演出，並因此獲得了10,000英鎊（50,000 美元）的報酬，據說這是當時小提琴家獲得的最高報酬。
雷夫·佛漢·威廉斯在霍爾的協助下完成了《雲雀高飛》（The Lark Ascending），並將其獻給她。她的首次公開演出是1920年12月15日在埃文茅斯和希爾漢普頓合唱團的一場音樂會上，以小提琴和鋼琴的形式進行表演；1921年6月14日，她在女王音樂廳與阿德里安·博爾特指揮的英國交響樂團一起，以小提琴和管弦樂隊的形式進行表演。
1916年，她在作曲家的指揮下錄製了埃爾加小提琴協奏曲的刪節版。
霍爾被稱為「也許是戰前最成功的女小提琴家，一位真正的國際名人」，並被描述為「一位非常迷人的女人，身材嬌小、性格開朗，並且很有幽默感，非常慷慨。」

## 史特拉底瓦里琴
1905年，瑪麗·霍爾向倫敦琴商喬治·哈特（George Hart）購得一把斯特拉迪瓦里琴，並長期使用於世界巡迴演奏，故在1955-1991年這段期間，此琴被稱為「維奧第—瑪麗．霍爾」（Viotti-Marie Hall）。瑪麗逝世後，此琴由其女繼承，並於1968年賣給英國工業家莫利森（Jack Morrison）。1974年，莫利森委託希爾公司脫手，直到1988年由比利時業餘弦樂四重奏團員摩登（Geraldo Modern）所購得，之後更名為「瑪麗．霍爾—維奧第」（Viotti-Marie Hall）。